# Yanacocha

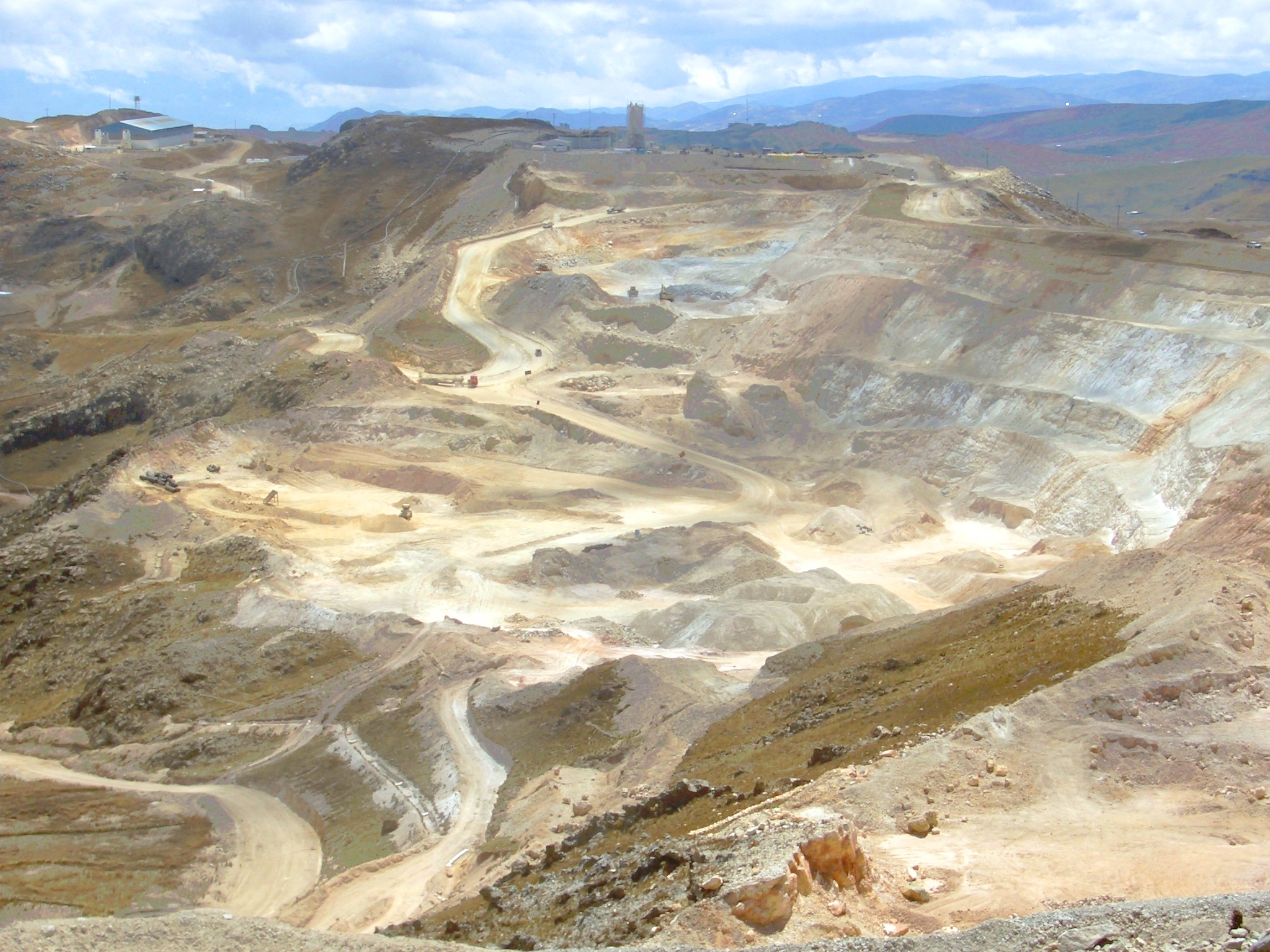
Kopalnia Yanacocha

Yanacocha (w języku keczua: yana = „czarna, ciemna, qucha = „jezioro, staw, laguna”) – kopalnia złota w okolicy miasta Cajamarca, położonego w jednym z najbiedniejszych regionów Peru.
Uważana jest za czwartą co do wielkości kopalnię złota na świecie – w 2014 roku uzyskano w niej 0,97 miliona uncji kruszcu. Zajmuje 251 km² i znajduje się około 30 km (14 km linii prostej) na północ od Cajamarca. Kopalnia jest wspólnym przedsięwzięciem Newmont Goldcorp (51,35% własności), Compañia de Minas Buenaventura (43,65%) i Międzynarodowej Korporacji Finansowej (5%).
Jej nazwa nawiązuje do istniejącej wcześniej na tym obszarze laguny, zniszczonej w wyniku działalności przemysłu wydobniczego.